# Heidschi Bumbeidschi (Duits volkslied)
Heidschi Bumbeidschi is een Duits volksliedje in het Beiers dialect uit het begin van de 19e eeuw. Vaak wordt het als wiegelied gezien. Daarnaast wordt het onterecht ook vaak een kerstliedje genoemd. Het wordt dan ook tijdens Advent en Kerstmis veel uitgevoerd en gezongen.

## Oorsprong en vertolkers
De oudste bron is het lied Haidl Bubaidl, dat in 1819 gepubliceerd werd door Franz Ziska en Julius Max Schottky. Daarin spreekt een moeder over het afscheid van haar kind. De uitleg daarbij is dat het kind overleden is. Vermoedelijk verwijst het naar de grote kindersterfte uit die tijd.
De huidige tekst en melodie kreeg vanaf 1905 bekendheid doordat het was opgenomen in het liedboek Liederheft des Deutschen Volkslied-Vereins Wien.
In de tweede helft van de 20e eeuw werd het lied herhaaldelijk op de plaat gezet en op tv uitgezonden. Bekende vertolkers zijn Peter Alexander in 1965, Heintje in 1968, Mireille Mathieu in 1976 en Andrea Berg in 1999.

## Hitlijsten

### Nederlandse Top 40
| Versie van Heintje Hitnotering: 19-10-1968 t/m 11-01-1969 | Versie van Heintje Hitnotering: 19-10-1968 t/m 11-01-1969 | Versie van Heintje Hitnotering: 19-10-1968 t/m 11-01-1969 | Versie van Heintje Hitnotering: 19-10-1968 t/m 11-01-1969 | Versie van Heintje Hitnotering: 19-10-1968 t/m 11-01-1969 | Versie van Heintje Hitnotering: 19-10-1968 t/m 11-01-1969 | Versie van Heintje Hitnotering: 19-10-1968 t/m 11-01-1969 | Versie van Heintje Hitnotering: 19-10-1968 t/m 11-01-1969 | Versie van Heintje Hitnotering: 19-10-1968 t/m 11-01-1969 | Versie van Heintje Hitnotering: 19-10-1968 t/m 11-01-1969 | Versie van Heintje Hitnotering: 19-10-1968 t/m 11-01-1969 | Versie van Heintje Hitnotering: 19-10-1968 t/m 11-01-1969 | Versie van Heintje Hitnotering: 19-10-1968 t/m 11-01-1969 | Versie van Heintje Hitnotering: 19-10-1968 t/m 11-01-1969 | Versie van Heintje Hitnotering: 19-10-1968 t/m 11-01-1969 |
| Week:                                                     | 1                                                         | 2                                                         | 3                                                         | 4                                                         | 5                                                         | 6                                                         | 7                                                         | 8                                                         | 9                                                         | 10                                                        | 11                                                        | 12                                                        | 13                                                        |                                                           |
| --------------------------------------------------------- | --------------------------------------------------------- | --------------------------------------------------------- | --------------------------------------------------------- | --------------------------------------------------------- | --------------------------------------------------------- | --------------------------------------------------------- | --------------------------------------------------------- | --------------------------------------------------------- | --------------------------------------------------------- | --------------------------------------------------------- | --------------------------------------------------------- | --------------------------------------------------------- | --------------------------------------------------------- | --------------------------------------------------------- |
| Positie:                                                  | 7                                                         | 4                                                         | 1                                                         | 1                                                         | 1                                                         | 2                                                         | 6                                                         | 7                                                         | 10                                                        | 14                                                        | 22                                                        | 28                                                        | 37                                                        | uit                                                       |